# Hudson (Wyoming)
Hudson é uma cidade  localizada no estado norte-americano de Wyoming, no Condado de Fremont.

## Demografia
Segundo o censo norte-americano de 2000, a sua população era de 407 habitantes.
Em 2006, foi estimada uma população de 421, um aumento de 14 (3.4%).

## Geografia
De acordo com o United States Census Bureau tem uma área de
1,1 km², dos quais 1,1 km² cobertos por terra e 0,0 km² cobertos por água.

## Localidades na vizinhança
O diagrama seguinte representa as localidades num raio de 68 km ao redor de Hudson.